# Buba Corelli
Amar Hodžić (srbochorvatsky též Амар Хоџић; * 22. září 1989 Sarajevo, Jugoslávie), známý jako Buba Corelli, je bosenský rapper, skladatel, hudební producent a podnikatel. Je známý především pro spolupráci s rapperem Jalou Bratem. Společně také založili hudební vydavatelství Imperia.
Mimo svou vlastní kariéru působí také jako hudební producent pro známé místní interprety, jako například pro Mayu Berović, Severinu a Milana Stankoviće.

## Život

### Mládí
Amar Hodžić se narodil 22. září 1989 v bosenském hlavním městě Sarajevu (tehdy v Jugoslávii). Vyrostl ve čtvrti Alipašino, které věnoval jeden z jeho prvních singlů, Muzika sa Alipašina, kterou nahrál se Santosem. Chodil na základní školu Meša Selimović a na gymnázium v Ilidži.

### Kariéra

#### Začátky
Již v mládí se zajímal o hudbu, v roce 2004 vydal, společně se svým kamarádem, svou první píseň, pod společným pseudonymem Corelli Duo, odkud pochází jeho umělecké jméno. Později nahrál písně Čovjek sa dva lica (2006) a Tarantula (2007) se sarajevským rapperem Muamerem Softićem, známým jako Memo. Po rozpadu Corelli Dua přestal Hodžić rapovat, v roce 2009 se do scény vrátil a dostal se do undergroundové rapové skupiny G-Recordz. V té době Hodžić začal používat svoje umělecké jméno Buba Corelli a v roce 2011 složil píseň Oh No, která ho představila širšímu publiku a rozšířila jeho popularitu. Poté následovaly písně Dižite upaljače a Nevina. Další rok hostoval na albu Troyanac tuzlanského rappera Frenkieho, s kterým složil píseň RMX (Frenkie i Buba Corelli).

#### Začátek spolupráce s Jala Bratem
O dva roky později se Hodžić přidal do skupiny BluntBylon a poznal Jasmina Fazliće, známým pod přezdívkou Jala Brat. Buba Corelli a Jala Brat nedlouho potom začali spolupracovat a v červnu 2013 vydali píseň Kalašnjikov. Zároveň oznámili, že budou spolupracovat na společném albu. EP pod názvem SA Sin City s pěti singly vyšlo tentýž rok.
Na jaře 2017 Corelli a Jala Brat s hostujícím Juicem vydali píseň Grijeh. V listopadu téhož roku Hodžić s Fazlićem vydali píseň Bez tebe a znovu oznámili že pracují na novém albu. Album, které nese název Pakt s Đavolom, vyšlo 13. prosince a hudbu i text složili oba zmínění. Na albu je 13 singlů a dva bonus tracky. Instrumentál pro jednu ze skladeb složil KiboBeatz, zbytek ale vyprodukovala sama dvojice. Pokračovali ve spolupráci s Juicem, který se objevuje na písni Geto majke a jako hosté se na albu objevují i Sedž Matoruga, Rasta a MC N. Album bylo nahráno ve studiu RedEye Vision v produkci firmy Tempo. Kromě zmíněné písně Bez tebe byl natočen videoklip i pro písně 22 a Borba.

#### Spolupráce s populárními hudebníky a problémy se zákonem
V roce 2015 Hodžić znovu spolupracoval s Rastou na písni Habibi. V polovině roku je Hodžić zatčen pro podezření z obchodu s drogami, píseň byla tedy vydána na konci roku a videoklip nahrál Rasta. Po odchodu do vězení Fazlić nahrál a vydal píseň Home, kterou věnoval Amarovi.
Hodžić byl propuštěn na svobodu v květnu 2016, kdy pokračoval s tvorbou s Jalou, v této době se rozhodli netradičně otočit směr a začít spolupráci s regionálními pop-folkovými zpěváky. V polovině téhož roku s Mayou Berović složili píseň To me radi. V říjnu vydali singl Sporije a nedlouho poté i píseň Comfort a oznámili další album. Jala vydal singl La Martina, kterým oznámil totéž. Společné album Kruna vyšlo krátce poté s osmi singly, z nichž pouze na dvou účinkovali oba z dvojice. Na jednom ze singlů vystupovaly Marta Savić, Elena Kitić, dcera Mile Kitiće, známého bosensko-srbského zpěváka.
Píseň To me radi získala obrovskou popularitu, po které následovalo stejnojmenné turné po Evropě, kde dvojice s Mayou vystoupili v Německu, Rakousku, Švýcarsku, Švédsku a Lucembursku, a samozřejmě i na Balkáně. Díky tomuto úspěchu s Mayou pokračovali ve spolupráci a v červenci roku 2017 Maya vydala album Viktorijina Tajna, které vzniklo v produkci Jala Brata a Buby Corelli. Album obsahuje i písně Balmain a Mala Lomi, na kterých dvojice vystoupila i ve formě vlastních slok.
Začátkem roku 2017 s Milanem Stankovićem vydali singl Ego, který se stal populárním a na YouTubu má přes 70 miliónu zhlédnutí. Ve stejném roce Hodžić spolupracoval s Naidou Bešlagić, se kterou vydali dva singly Premija a Nema Bolje, na které se objevil i Jala Brat a populární německý rapper RAF Camora. Kromě těchto písní vydal i singly Usta na usta a Opasno i duet s Jalou pod názvem Ultimatum.
Díky velké regionální popularitě, Hodžić s Fazlićem v březnu 2017 uspořádali velký koncert v Domu dětí a mládeže v Sarajevu, kde se jako hosté objevili Elena Kitić, Maya Berović, Rumski, Corona a Gasttozz. O rok později, 23. června 2018, uspořádali další koncert v bělehradském stadionu Tašmajdan, kterého se zúčastnilo přes 15 000 návštěvníků. 9. srpna téhož roku vyprodali i sarajevský sál Skenderija.

#### Popularita v mainstreamu
V dubnu 2018 Hodžić s Fazlićem písní Mafia oznámili další společné album pod názvem Alfa & Omega. Písně na albu vyšly ve formě singlů a po singlu Mafia Buba vydal singl Balenciaga, která byla se proslavila mezi fanoušky a stala se Corelliho nejpopulárnější písní, se skoro 100 miliony zhlédnutí na YouTube. V této době se pohádal se zpěvákem MC Stojanem kvůli jejich písni La Miami.
Další singl z alba vyšel těsně před koncertem na Tašmajdanu. Píseň se nazývá Ona'e a byla nahrána se srbským rapperem Cobym. Měsíc nato Corelli vydal další duet s Mayou Berović pod názvem Pravo vreme. Píseň se nachází na jejím albu 7, které vzniklo pod produkcí Hodžiće a Fazliće.
Na konci roku znova spolupracovali s Rastou a vydali spolu píseň Benga po Snijegu, která je také součástí alba Alfa & Omega. Hudbu i text složila trojice, rádio RimDa se postarala o aranžmá, KC Blaze se postaral o mix a master.
Buba Corelli, společně s Jala Bratem a Acou Lukasem, na nový rok vystoupil v Štark aréně v Bělehradu.
Šestý singl z alba s názvem Mila vyšel 13. ledna 2019. Vyznačuje se, na styl dua, netradičním videoklipem, který natočil Arnej Misirlić.
Během své kariéry Corelli spolupracoval s mnoha srbskými hudebníky, například s Gocou Tržanem, Dadu Polumentou, Milicou Pavlović, Darou Bubamarou a dalšími. Kromě toho pracoval s Jalou na produkci spousty regionálních zpěváku Kromě Mayi Berović, dvojice vyprodukovala album od Beci Fantastik a pro Severinu napsali píseň Tutorijal.
Společně s Jala Bratem, Buba Corelli vlastní produkční a mediální firmu Imperia a kromě toho jsou vlastníci studia RedEye Vision.

## Soukromý život
V červnu roku 2015 byl Amar Hodžić, společně s 12 osobami, zatčen pro podezření z obchodu s drogami v Sarajevském kantonu. Zpočátku měl ve vazbě strávit jen měsíc, ale poté byla prodloužena, propuštěn byl až v květnu 2016. Po propuštění se zasnoubil se svou přítelkyní Jasminou Đuderijou, kterou poznal už na střední škole a s kterou je ve vztahu už od roku 2009.
V červnu 2016 byl Hodžić napaden v klubu v Doboji, kdy byl zasažen skleněnou lahví do zadní části hlavy, následně byli obviněni a zatčeni 3 osoby.
V srpnu 2017 byl přítomen na svatbě Jasmina Fazliće a Almy Ikanović.
Na konci září 2019 byl odsouzen na jeden rok ve vězení za obchod s drogami v Sarajevu.

## Diskografie

### Alba a EP
- SA Sin City (ft. Jala Brat, 2013)
- Zulum (2014)[33]
- Pakt s Đavolom (ft. Jala Brat, 2014)
- Kruna (ft. Jala Brat, 2016)
- Alfa & Omega (ft. Jala Brat, 2018)

### Singly
- Čovjek sa dva lica (ft. Memo, 2006)
- Tarantula (ft. Memo, 2007)
- Oh No
- Dižite upaljače (2012)
- RMX (Frenkie i Buba Corelli) (ft. Frenkie, 2012)
- Nevina (2013)
- Ja te viši ne volim (ft. Mirella Rella, 2014)
- Habibi (ft. Rasta, 2015)
- To me radi (ft. Jala Brat a Maya Berović, 2016)
- Komfort (2016)
- Fetiš (2016)
- Stari radio (ft. Jala Brat, 2016)
- Nju bi da lubim (2016)
- Dokaz (2016)
- Sporije (2016)
- Klinka (ft. Jala Brat, 2016)
- Ne volim (Jala Brat a Elena Kitić, 2016)
- Ego (ft. Jala Brat a Milan Stanković, 2017)
- Ultimatum (ft. Jala Brat, 2017)
- Usta na usta (2017)
- Nema bolje (ft. Jala Brat a RAF Camora, 2017)
- Premija (ft. Naida Bešlagić, 2017)
- Opasno (2017)
- Mafia (ft. Jala Brat, 2018)
- Balenciaga (2018)
- Ona'e (ft. Jala Brat a Coby, 2018)
- Pravo vreme (ft. Maya Berović, 2018)
- Rizik (ft. Selma Bajrami, 2018)
- Benga po snijegu (ft. Jala Brat a Rasta, 2018)
- Mila (ft. Jala Brat, 2019)
- Bebi (ft. Jala Brat, 2019)
- Kamikaza (ft. Jala Brat a Senidah)
- O.D.D.D. (ft. Jala Brat a Coby, 2019)
- Zove Vienna (ft. Jala Brat a RAF Camora, 2019)
- Karantin (ft. Jala Brat, 2020)
- Pablo (ft. Jala Brat a Milan Stanković)